# Стів Подборскі
Стівен Грегорі «Стів» Подборскі (народився 25 липня 1957)  — канадський лижник, колишній учасник Кубка світу та Олімпійських ігор з гірських лиж.

## Гоночна кар'єра
Народився у Торонто, Онтаріо. Подборскі почав кататися на лижах у віці двох з половиною років у гірськолижному клубі Craigleith у Крейглі, Онтаріо. Він приєднався до гірськолижної збірної Канади у 1973 році і дебютував на Кубку світу у 1974 році у віці 17 років, потрапивши двічі в десятку кращих у своєму першому сезоні Кубка світу. Він мав дебютувати на Зимових Олімпійських іграх 1976 року в Інсбруку, однак розірвав дві зв’язки коліна під час аварії безпосередньо перед Іграми.  Подборскі був членом Crazy Canucks і виграв бронзову медаль у швидкісному спуску на Зимових Олімпійських іграх 1980 року в Лейк-Плесіді.
У 1982 році Подборскі став першим північноамериканцем, який виграв титул сезону Кубка світу з гірських лиж. Загалом він виграв вісім гонок Кубка світу зі швидкісного спуску, включаючи відомий Ханенкамм у Кітцбюелі, Австрія, де він виграв двічі (1981–82). Ще у 34 гонках він фінішував у топ-10. Він залишив спорт після сезону 1984 року у віці 26 років. Подборскі підіймався на подіум у гонках Кубка світу 20 разів у приблизно 100 гонках із 8 перемогами.
Гірськолижна кар’єра та успіхи Подборскі принесли йому багато нагород, у тому числі Золоту ювілейну медаль Королеви у 2002 році та Діамантову ювілейну медаль Королеви у 2012 році.

## Результати чемпіонату світу
| рік      | Вік | Слалом | Гігант </br> Слалом | Супергігант  | Спуск | Комбінований |
| -------- | --- | ------ | ------------------- | ------------ | ----- | ------------ |
| 1978 рік | 20  | ДНФ2   | 33                  | не запускати | 7     | —            |
| 1980 рік | 22  | —      | —                   | не запускати | 3     | —            |
| 1982 рік | 24  | —      | —                   | не запускати | 9     | —            |

З 1948 по 1980 рік Зимові Олімпійські ігри були також Чемпіонатом світу з гірських лиж.

## Олімпійські результати
| рік      | Вік | Слалом | Гігант </br> Слалом | Супергігант  | Спуск | Комбінований |
| -------- | --- | ------ | ------------------- | ------------ | ----- | ------------ |
| 1980 рік | 22  | —      | —                   | не запускати | 3     | не запускати |
| 1984 рік | 26  | —      | —                   | не запускати | 8     | не запускати |

## Національні та обласні відзнаки
У 1982 році Подборскі став офіцером Ордена Канади .
Подборскі був введений до Зали олімпійської слави Канади у 1985 році, Зали лижної слави Канади у 1986 році та Зали слави канадського спорту у 1987 році.
У 2006 році Подборскі було включено до Зали спортивної слави Онтаріо, а його колишня команда «Крейзі Кенакс» була вшанована на канадській Алеї слави.

## Після перегонів
Подборскі брав участь у благодійному телевізійному спеціальному турнірі принца Едварда The Grand Knockout Tournament у 1987 році.
Був у заявковому комітеті на Зимові Олімпійські ігри 2010 у Ванкувері, відповідав за міжнародні відносини; він також працював диктором спортивних новин у Солт-Лейк-Сіті. Працював коментатором американського телебачення на трьох зимових Олімпійських іграх (2002–2010). Висвітлював фристайл на NBC у 2006 і 2002 роках і сноубординг на Олімпіаді на CBS у 1998 році. Подборскі також висвітлював Олімпійські ігри в Афінах для NBC, роблячи гру Play з Полом Шервеном для велосипедного спорту, а також гру за грою для Tae Kwon Do.
Діяльність Подборського також включає керівні посади в корпоративному та некомерційному секторах. У 2003 році Подборскі приєднався до телекомунікаційної фірми Telus, обійнявши посаду національного директора громадського спорту, і залишався в організації до червня 2017 року.
Подборскі був призначений керівником місії олімпійської збірної Канади на зимових Олімпійських іграх у Сочі в 2014 році.
У червні 2017 року Подборскі став президентом і генеральним директором Parachute, канадської благодійної організації, яка займається профілактикою травм. Подборскі описує свій рух у сферу запобігання травмам як природне продовження його спортивної підготовки: «Я був хлопцем, який хотів перемогти, а ти не можеш перемогти, коли впав і отримав травму. Я був раннім, відданим прихильником профілактики травма."  Подборскі залишив посаду генерального директора в травні 2019 року, але продовжує працювати в раді директорів Parachute.